# بيت تورنر
بيت تورنر (بالإنجليزية: Pete Turner)‏ هو مصور أمريكي، ولد في 30 مايو 1934 في ألباني في الولايات المتحدة، وتوفي في 18 سبتمبر 2017 في لونغ آيلند في الولايات المتحدة بسبب سرطان.

## وصلات خارجية
- بيت تورنر على موقع ميوزك برينز (الإنجليزية)
- بيت تورنر على موقع ديسكوغز (الإنجليزية)